# Бубалові
Бубалові (Alcelaphinae) — підродина ссавців родини бикових (Bovidae). Підродина включає 10 сучасних видів в чотирьох родах і декілька викопних видів, що відомі починаючи з міоцену. Зустрічаються тільки в Африці, де вони з'явились близько 4,5-5 мільйони років тому. Це великі антилопи. Обидві статі у усіх видів бубалів носять короткі зігнуті роги.
Бубали мешкають переважно в саванах на південь від Сахари. Вони пристосовані до трав'янистої їжі і живуть у великих стадах.

## Класифікація

### Сучасні роди і види
- Рід Alcelaphus, Blainville, 1816 — Конгоні
  - Alcelaphus buselaphus, Pallas, 1766
  - Alcelaphus caama, E. Geoffroy, 1803
  - Alcelaphus lichtensteinii, Peters, 1849 — Бубал Ліхтенштейна
- Рід Beatragus — Хірола
  - Beatragus hunteri, Sclater, 1889 — Бубал Хантера
- Рід Connochaetes, Lichtenstein, 1812 — Гну
  - Connochaetes gnou, Zimmermann, 1780 — Гну білохвостий
  - Connochaetes taurinus, Burchell, 1823 — Гну блакитний
- Рід Damaliscus, P. L. Sclater & Thomas, 1894 — Бубал ліророгий
  - Damaliscus korrigum, Ogilby, 1837
  - Damaliscus lunatus, Burchell, 1823 — Топі
  - Damaliscus pygargus, Pallas, 1767 — Бубал біломордий
  - Damaliscus superstes, Cotterill, 2003

### Викопні види
- Subfamily Alcelaphinae
  - †Megalotragus
    - †Megalotragus kattwinkeli
    - †Megalotragus priscus

  - Beatragus
    - †Beatragus antiquus

  - Damaliscus
    - †Damaliscus niro

  - †Damalacra
    - †Damalacra acalla

  - Connochaetes
    - †Connochaetes africanus
    - †Connochaetes gentryi
    - Connochaetes gnou

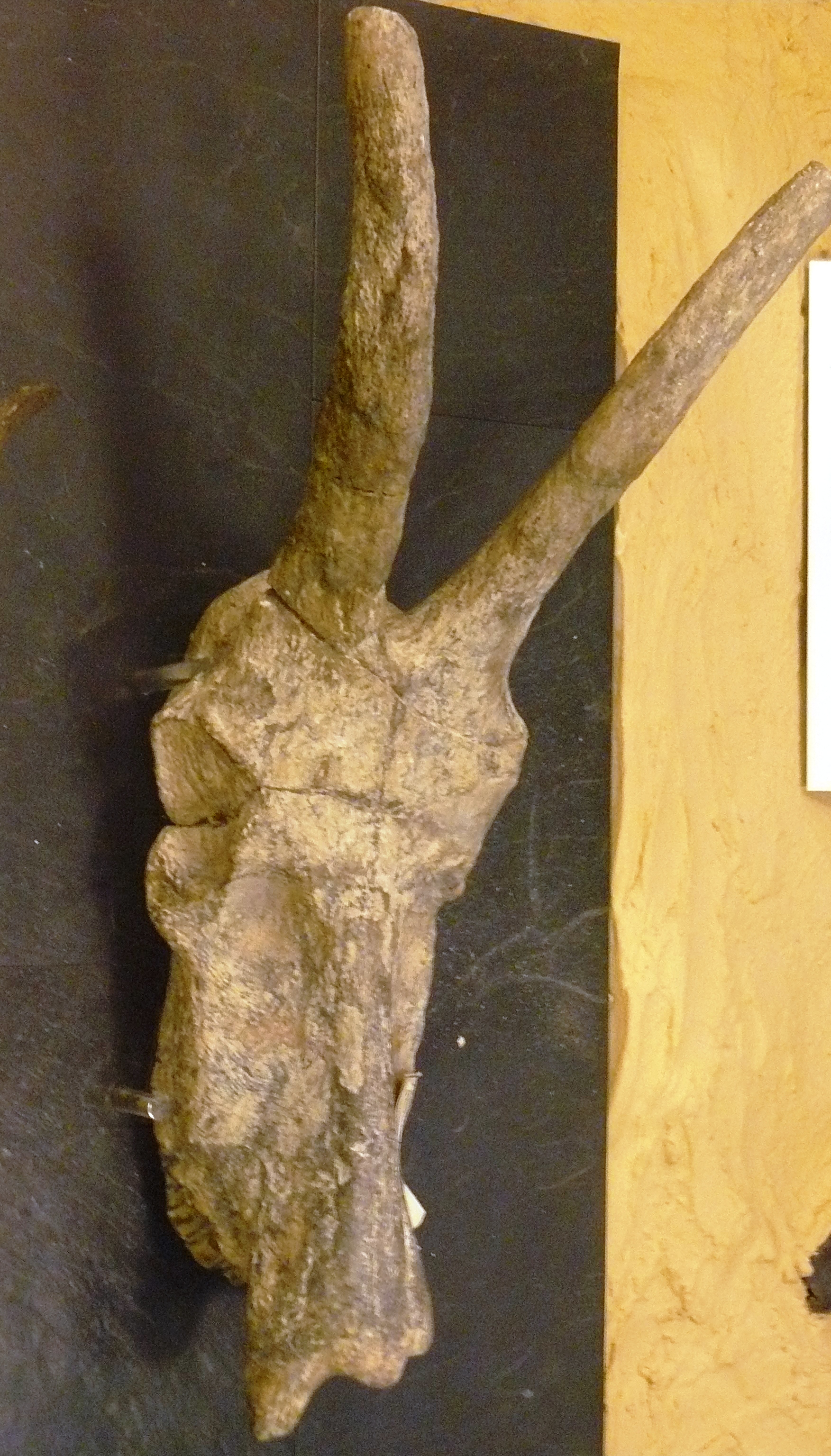
Череп Damalops palaeindicus з Індії, плейстоцен

      - †Connochaetes gnou laticornutus
      - †Connochaetes gnou antiquus

    - Connochaetes taurinus
      - †Connochaetes taurinus olduvaiensis

  - †Parmularius
    - †Parmularius pachyceras
    - †Parmularius ambiquus
    - †Parmularius pandatus
    - †Parmularius atlanticus
    - †Parmularius rugosus
    - †Parmularius altidens
    - †Parmularius angusticornis

  - †Rabaticeras
    - †Rabaticeras lemutai

  - †Damalops
    - †Damalops palaeindicus

  - †Rhynotragus
  - †Oreonagor
    - †Oreonagor tournoueri

  - †Parestigorgon
  - †Rusingoryx